# نحن معكم
نحن معكم ثالث أغنية منفردة لفرقة كارا الموسيقية الكورية الجنوبية . كانت أغنية حملة أذيعت في نظام بث سول لتشجيع منتخب كوريا الجنوبية أثناء مشاركته في بطولة كأس العالم لكرة القدم 2010 . تم إصدار الأغنية في 3 مايو 2010 .